# Guardia nazionale del Mali
La Guardia nazionale del Mali (in lingua francese: Garde nationale du Mali) è una componente delle Forze armate maliane, il tutto sotto il comando del Ministero della Difesa del Mali.